# Maurice Durquetty
Maurice Durquetty war ein französischer Pelotaspieler.

## Biografie
Maurice Durquetty nahm am einzigen Pelotawettbewerb in der Olympischen Geschichte teil. Bei den Olympischen Spielen 1900 in Paris verlor er mit seinem Partner Etchegaray gegen die Spanier José de Amézola und Francisco Villota.